# Trim (databehandling)
 For alternative betydninger, se Trim (flertydig). (Se også artikler, som begynder med Trim)
En trim-kommando (kendt som TRIM i ATA-kommandosættet og UNMAP i SCSI-kommandosættet) giver et styresystem mulighed for at informere et solid-state-drev (SSD), hvilke datablokke der ikke længere anses for at være "i brug" og kan derfor slettes internt.
Trim blev introduceret kort efter SSD'er blev introduceret. Fordi lavniveaudrift af SSD'er adskiller sig væsentligt fra harddiske, resulterede den typiske måde, hvorpå styresystemer håndterer operationer som sletninger og formater, i en uventet progressiv ydeevneforringelse af skriveoperationer på SSD'er. Trim gør det muligt for SSD'en at håndtere spildopsamling mere effektivt, hvilket ellers ville forsinke fremtidige skriveoperationer til de involverede datablokke.
Selvom værktøjer til at "nulstille" nogle drev til en frisk tilstand, allerede var tilgængelige før introduktionen af trim, sletter de også alle data på drevet, hvilket gør dem upraktiske at bruge til løbende optimering. Fra 2024 havde mange SSD'er interne affaldsindsamlingsmekanismer for visse filsystemer (såsom FAT32, NTFS, APFS), der fungerede uafhængigt af trimning. Selvom dette med held bevarede deres levetid og ydeevne selv under styresystemer, der ikke understøttede trim, havde det de tilhørende ulemper, med øget skriveforstærkning og slid på flashcellerne.
TRIM er også i vid udstrækning brugt på shingled magnetic recording (SMR) harddiske.